# Ismael Rodríguez (regista)
Ismael Rodríguez (Città del Messico, 19 ottobre 1917 – Città del Messico, 7 agosto 2004) è stato un regista cinematografico, sceneggiatore e attore messicano.
Ha diretto molte delle maggiori star messicane dell'epoca, tra cui Pedro Infante, Dolores del Río, María Félix. Diresse anche Toshirō Mifune, l'attore preferito di Akira Kurosawa, nel film Il dominatore degli Indios (Ánimas Trujano), del 1961, dove impersonava un indio messicano. Il film, nel 1962, fu candidato agli Oscar come miglior film straniero.
A livello internazionale, il più celebre film di Ismael Rodríguez è stato Tizoc: Amor indio, ultima pellicola di Pedro Infante, che aveva al suo fianco María Félix. Per quel ruolo Infante vinse, nel 1957, l'Orso d'argento al Festival di Berlino, mentre il film si aggiudicò il Golden Globe, a Hollywood, nel 1958, come miglior film straniero.

## Filmografia parziale
- ¡Qué lindo es Michoacán! (1942)
- Mexicanos al grito de guerra (1943)
- Los tres García (1947)
- Vuelven los García (1947)
- Chachita la de Triana (1947)
- Nosotros, los pobres (1948)
- Los tres huastecos (1948)
- Ustedes, los ricos (1948)
- La oveja negra (1949)
- Sobre las olas (1950)
- ¡A toda máquina! (1951)
- ¡¿Qué te ha dado esa mujer?! (1951)
- ¡Mátenme porque me muero! (1951)
- Pepe el Toro (1952)
- Dos tipos de cuidado (1952)
- Tizoc: Amor indio (Tizoc) (1957)
- La Cucaracha (1958)
- Il trionfo di Pancho Villa (Cuando ¡Viva Villa..! es la muerte) (1960)
- Il dominatore degli Indios (Ánimas Trujano - El hombre importante) (1961)
- I fratelli di ferro (Los hermanos del hierro) (1961)
- El niño y el muro (1965)
- Autopsia de un fantasma (1968)
- La puerta y la mujer del carnicero (1968)
- Trampa para una niña (1971)
- El ogro (1971)
- Dos tipos de cuidado (1989)
- Reclusorio (1997)
- Fuera de la ley (1998)
- Reclusorio III (1999)